# Parent Project
Parent Project è un progetto nato negli Stati Uniti per volontà di genitori ("parent", in inglese) con figli affetti da distrofia muscolare.
In Italia l'associazione arriva nel 1996 per volontà del dott. Filippo Buccella, farmacista di Roma, primo presidente. Primo vicepresidente nazionale fu lo scomparso Paolo Cordioli , affetto da distrofia muscolare di Duchenne, seguito poi dal fratello Remigio, anch'egli affetto dalla stessa forma, mancato nell'agosto del 2009.
Il dato di due affetti da distrofia in una carica sociale simile non è affatto casuale, ma riflette le linee operative dell'associazione. Riconosciuti i requisiti previsti dalla legge ha assunto il nome di "Parent Project onlus", e si occupa attualmente della distrofia di Duchenne e di quella di Becker, dopo essersi dedicata all'inizio alla sola forma definita Duchenne. Per statuto si pone come scopo sociale la promozione, tramite finanziamenti selettivi su progetti che si ritengano avere possibilità ragionevoli, della ricerca di una terapia (ora punta molto sulla ricerca sulle cellule staminali).
A tal fine l'onlus raccoglie fondi con vari mezzi, come le vendite di gadget e, di recente, gli sms solidali. Al suo inizio diffuse in vari esercizi commerciali diversi barattoli imitanti la scatola di spinaci di Braccio di Ferro, con lo slogan
(dai barattoli salvadanaio posti negli esercizi)
I barattoli attuali riportano invece i colori tipici dell'onlus, scritte in rosso su campo bianco, con il logo rappresentante un bambino sorridente, le braccia aperte in un abbraccio. La scritta è stata adeguata, avendo esteso l'organizzazione i suoi finanziamenti alla forma detta Becker. Tra i ricercatori la cui opera viene parzialmente finanziata da tali iniziative forse il più noto il dott. Giulio Cossu, ricercatore dell'Ospedale San Raffaele di Milano. Oltre al finanziamento alla ricerca l'onlus si occupa di cercare di migliorare la qualità della vita degli affetti dalla patologia degenerativa progressiva, scopo però forse più ancora presente in un'altra onlus, l'Unione Italiana Lotta alla Distrofia Muscolare, noto per l'organizzazione del Telethon. Come associazione iscritta al Registro nazionale delle Associazioni di Promozione Sociale può stipulare convenzioni con lo Stato Italiano.
Sono soci onorari e testimonial dell'organizzazione:
| - Francesco Cafiso (jazzista) - Pierfrancesco Favino (attore) - Roberta Capua (conduttrice televisiva) - Daniele Liotti (attore) - Angelo "Soldatino" Di Livio (calciatore) - Danilo Rea (pianista jazz) | - Chiara Mastalli (attrice) - Massimiliano Rosolino (nuotatore) - Milena Miconi (attrice) - Roberto Carminati - Michela Vuga |